# Åkirkeby
Åkirkeby (danska: Aakirkeby) är en tätort och stad på ön Bornholm som hade 2 112 invånare den 1 januari 2017. Staden ligger i mitten av södra delen av Bornholm, mellan städerna Rønne och Nexø. Orten hyser en av öns tre golfbanor. Även travbanan Bornholms Brand Park ligger här.
I staden finns en kyrka av kalksten och sandsten. I kyrkan finns en dopfunt av sandsten med rika reliefer och runinskrifter på gutamål, signerad av den gotländske skulptören Sighraf.
Tidigare har staden utgjort centralort i dåvarande Åkirkeby kommun.

## Historia
1900 fick Åkirkeby järnvägsförbindelse till Rønne. Järnvägen lades ned 1968.